# Indol
Indol, 2,3-benzopirol – heterocykliczny związek chemiczny, zbudowany ze sprzężonych pierścieni benzenowego i pirolowego. Zarówno wyjściowy indol, jak i bardziej złożone związki zawierające grupę indolową są powszechnie spotykane w tkankach żywych organizmów, zarówno zwierząt, jak i roślin. Grupa indolowa występuje też jako szkielet wielu substancji znajdujących się w ludzkim ciele, jak np. aminokwas tryptofan lub serotonina. Nazwa „indol” pochodzi od nazwy barwnika indygo, zawierającego dwie grupy indolowe. Jest to związek o bardzo nieprzyjemnym zapachu. Występuje w kale oraz w małych stężeniach w perfumach. Wytwarzany jest przez różne drobnoustroje np. z rodziny Enterobacteriaceae. Zdolność wytwarzania indolu jest jedną z metod identyfikacji drobnoustrojów z tej rodziny.

## Otrzymywanie
Na skalę przemysłową indol izoluje się ze smoły pogazowej, za pomocą destylacji frakcyjnej i ekstrakcji. Ponadto znany jest szereg przemysłowych metod syntezy chemicznej, np.:
- z o-toluidyny i kwasu mrówkowego – w pierwszym etapie uzyskuje się N-formylotoluidynę, którą poddaje się cyklizacji zachodzącej w wyniku działania silnej zasady[11]; jest to tzw. synteza Madelunga[10]:
- poprzez cyklizację dehydratywną 2-etyloaniliny[10];
- poprzez cyklokondensację aniliny i glikolu etylenowego[10]:
- poprzez cyklizację 2-(2-nitrofenylo)etanolu[10].

## Indol w alkaloidach
Wiele alkaloidów to pochodne indolu. Jest to duża i zróżnicowana pod względem farmakologicznym grupa, którą można podzielić na kilka podgrup:
- tryptaminy – podstawową strukturą tych alkaloidów jest tryptamina
- ergoliny – podstawową strukturą tych alkaloidów jest kwas lizergowy; do tej grupy zaliczają się lizergamidy (np. LSD) oraz ergotamina i jej pochodne
- harmany – podstawową strukturą tych alkaloidów jest norharman, czyli β-karbolina. Do tej grupy zalicza się m.in. harman i harmalinę
- johimbiny – podstawową strukturą tej grupy alkaloidów jest johimban. Przedstawicielem tej grupy jest johimbina
- rezerpiny – głównym alkaloidem tej grupy jest rezerpina – alkaloid pochodzący z korzeni rauwolfi żmijowatej
- ibogainy – alkaloidy z układem izochinuklidowym połączonym z fragmentem indolowym. Najważniejszym przedstawicielem tej grupy jest ajmalina
- alkaloidy Strychnos – grupa alkaloidów występujących w roślinach z rodzaju kulczyba (Strychnos). Charakteryzują się występowaniem 7-członowego pierścienia z udziałem fragmentu monoterpenowego; do najważniejszych alkaloidów z tego rodzaju należą strychnina i brucyna.